# Caravelí (provincie)
| Caravelí                                                 | Caravelí                          |
| -------------------------------------------------------- | --------------------------------- |
| Harta localizării provinciei în cadrul regiunii Arequipa |                                   |
| Informații generale                                      |                                   |
| Țară                                                     | Peru                              |
| Regiune                                                  | Arequipa                          |
| Primar                                                   | Camilo Jose Carcamo Mattos (2007) |
| - Capitală                                               | Caravelí                          |
| - Suprafață totală                                       | 13 139,86 km2                     |
| - Districte                                              | 13                                |
| Populație                                                |                                   |
| An recensământ                                           | 2005                              |
| - Totală                                                 | 31 477                            |
| - Densitate                                              | 2,4/km2                           |
| Fus orar                                                 | UTC-5                             |
| Sit web                                                  | www.municaraveli.gob.pe           |
| UBIGEO                                                   | 0403                              |
| Modifică text                                            |                                   |

Caravelí este una dintre cele opt provincii dinn regiunea Arequipa din Peru. Capitala este orașul Caravelí. Se învecinează la nord cu regiunea Ayacucho, la est cu provinciile La Unión, Condesuyos, Camaná, la sud cu Oceanul Pacific și la vest cu regiunea Ica.

## Diviziune teritorială
Provincia este divizată în treisprezece districte (spaniolă: distritos, singular: distrito):
- Acarí (Acarí)
- Atico (Atico)
- Atiquipa (Atiquipa)
- Bella Unión (Bella Unión)
- Cahuacho (Cahuacho)
- Caravelí (Caravelí)
- Chala (Chala)
- Chaparra (Achanizo)
- Huanuhuanu (Tocota)
- Jaqui (Jaqui)
- Lomas (Lomas)
- Quicacha (Quicacha)
- Yauca (Yauca)

## Grupuri etnice
Provincia este locuită de către urmași ai populațiilor quechua și aymara. Totuși, limba spaniolă este limba care a fost învățată de către majoritatea populației (procent de 84,24%) în copilărie, 14,49% dintre locuitori au vorbit pentru prima dată quechua, iar 1,07% au folosit limba aymara. (Recensământul peruan din 2007)